# Ma femme s'appelle Maurice
Pour plus de détails, voir Fiche technique et Distribution.
Ma femme s’appelle Maurice est un film franco-allemand réalisé par Jean-Marie Poiré, sorti en 2002.
Il s'agit d'une adaptation de la pièce de théâtre éponyme de Raffy Shart, interprétée en 1997 au théâtre du Gymnase Marie-Bell à Paris par Régis Laspalès et Philippe Chevallier.

## Synopsis
Georges, un agent immobilier infidèle qui a des soucis conjugaux, décide de faire appel à un certain Maurice Lappin (bénévole dans une association caritative, et employé à mi-temps à La Poste) pour se faire passer pour sa femme dans l'espoir de se débarrasser de sa maîtresse, reconquérir son épouse et éviter la confrontation entre elles.

## Fiche technique
- Titre original : Ma femme... s'appelle Maurice
- Réalisation : Jean-Marie Poiré
- Scénario : Raffy Shart, avec les dialogues de Raffy Shart et Jean-Marie Poiré, d'après sa pièce de théâtre éponyme[1]
- Musique : Pierre Charvet et Vincent Prezioso et Patrick Juvet dans "Le lundi au soleil"
- Direction artistique : Albrecht Konrad et Anja Müller
- Décors : Katia Wyszkop
- Costumes : Olivier Bériot
- Photographie : Robert Alazraki
- Son : Paul Lainé, William Flageollet, Mark Heslop
- Montage : Jean-Marie Poiré et Henry Revlou
- Production : Jean-Marie Poiré et Igor Sékulic
  - Production déléguée : Rosanna Roditi
  - Coproduction : Henning Molfenter et Hartwig Schulte-Loh
- Sociétés de production[2] :
  - France : Warner Bros. France, France 2 Cinéma et Comédie Star
  - Allemagne : Studio Babelsberg, SevenPictures Film GmbH, UFA Babelsberg et UFA Fiction
- Sociétés de distribution[3] : Warner Bros. France (France) ; Les Films de l'Elysée (Belgique) ; JMH Distributions SA (Suisse romande)
- Budget : 15,7 millions d’ €[4]
- Pays de production :  France,  Allemagne
- Langue originale : français, anglais, italien
- Format[5] : couleur - 35 mm - 2,35:1 (Cinémascope) - son Dolby Digital
- Genre : comédie
- Durée : 102 minutes
- Dates de sortie[6] :
  - France, Suisse romande : 25 septembre 2002[7]
  - Belgique : 2 octobre 2002[8]
- Classification :
  - France : tous publics[9]
  - Belgique : tous publics (Alle Leeftijden)[8]

## Distribution
|                         |  |  |
| Chevallier et Laspalès. |  |  |

- Alice Evans : Emmanuelle Mortaux
- Régis Laspalès : Maurice Lappin
- Philippe Chevallier : Georges Audefey
- Götz Otto : Johnny Häs
- Martin Lamotte : Jean-Bernard Trouaballe
- Anémone : Claire Trouaballe
- Guy Marchand : Charles Boisdain
- Virginie Lemoine : Marion Audefey
- Stéphane Audran : Jacqueline Boisdain
- Michèle Garcia : la vendeuse de prêt-à-porter
- Jean-Pierre Castaldi : M. Bernard, le concessionnaire
- Danièle Évenou : Mme Rivière, la boulangère
- Paul Belmondo : un vendeur automobile
- Urbain Cancelier : M. Poilard
- Marco Bonini : le peintre vénitien
- Sylvie Joly : La femme dans Orlyval
- Raphaël Mezrahi : le type au défilé de mode
- Benjamin Castaldi : un vendeur automobile
- Julie Arnold : une commerçante
- Stefano Antonucci : Le concierge de l'hôtel à Venise
- Lakshantha Abenayake
- Macha Béranger : la cliente outrée
- Gérard Caillaud : l'armurier
- Jacques Collard
- Sacha Briquet : M. Dargin, le concierge des Audefey

## Accueil

### Box-office
- Budget : 15,7 millions d’ €[4]
- Box-office France : 710 531 entrées[4]
- Box-office Paris : 105 756 entrées[4]

## Distinctions

### Récompenses
- Bidets d'or 2003[10] :
  - Bidet d'Or du film,
  - Bidet d'Or du réalisateur pour Jean-Marie Poiré.